# Hélène Boschi
Hélène Boschi (Losanna, 11 agosto 1917 – Strasburgo, 9 luglio 1990) è stata una pianista svizzera naturalizzata francese.

## Biografia
Studiò a Parigi con Yvonne Lefébure e Alfred Cortot alla École Normale de Musique di Parigi.
La sua carriera solistica la portò a diventare, dal 1955 al 1965, solista della Radiodiffusion-Télévision Française (RTF) per la quale registrò molti concerti dal vivo. Si esibì con le maggiori orchestre europee, tra cui l'Orchestra Filarmonica Ceca, la Leipzig Gewandhaus Orchestra, la Kammerorchester Berlin, l'Orchestre national de France e quella del Concertgebouw Amsterdam. Ebbe modo di lavorare con direttori come Kirill Kondrashin, Jean Martinon, Kurt Masur, Vaclav Neumann, Manuel Rosenthal e Kurt Sanderling.
Fu una pianista dal repertorio particolarmente ampio per la sua epoca, che spaziava dal barocco (Bach, Couperin, Rameau) al classicismo (Mozart, Haydn, Clementi), fino al romanticismo tedesco (Schumann, Wieck, Schubert, Weber) e all'Ottocento e primo Novecento francese (Chopin, Fauré, Franck, Bizet, Duparc, Chabrier, de Séverac, Ravel). Fu inoltre particolarmente attiva nell'eseguire la musica dei principali autori del suo tempo, come Frank Martin, Maurice Emmanuel, Bartók, Dukas, Janáček e Martinů. Luigi Dallapiccola le dedicò il suo Quaderno Musicale di Annalibera e fu dedicataria di lavori di Fernando Lopes-Graça, Claude Ballif e Karel Husa.
Tra i suoi partner cameristici troviamo Roland Pidoux, Annie Jodry, Gerard Caussé, Irène Joachim, Michel Debost, Armand Angster, Jean-Jacques Kantorow, Etienne Péclard, Peter Rybar e Milos Sadlo. La Boschi e Germaine Mounier formarono inoltre un popolare duo pianistico e incisero pagine di Mozart, Clementi, Debussy e Busoni.
È stata la prima pianista ad incidere le sonate di Soler (premiate nel 1952 con il Grand Prix du Disque) e l'integrale della musica da camera con pianoforte di Clara Schumann nel 1983.
Nel corso della sua vita fu apprezzata tanto come concertista quanto come didatta. Dal 1960 al 1965 la Boschi insegnò presso l'Ecole Normale de Musique de Paris. Successivamente fu titolare di cattedra per un ventennio (fino al 1985) al Conservatorio di Strasburgo. Per quindici anni, dal 1962 al 1977, tenne anche dei corsi di perfezionamento a Weimar. Tra i suoi studenti troviamo Piotr Anderszewski.
Nel 1975 ricevette il premio Robert Schumann della città di Zwickau.